# Nachal Gez
Nachal Gez (hebrejsky נחל גז) je vádí v jižním Izraeli, v severní části Negevské pouště.
Začíná v nadmořské výšce okolo 400 metrů v zvlněné pouštní krajině na jižním okraji beduínského města Chura západně od dálnice číslo 31. Směřuje pak k jihozápadu regionem s rozptýleným beduínským osídlením. Prochází beduínským městem Tel Ševa a na jeho jihozápadním okraji ústí zprava do vádí Nachal Be'erševa.